# Dirk Flege

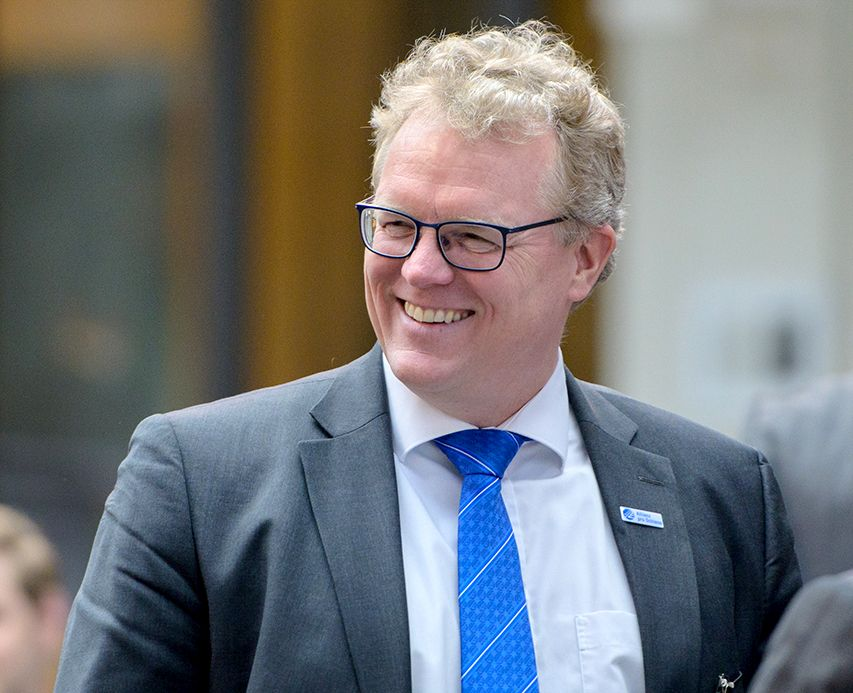
Dirk Flege, 2019

Dirk Flege (* 5. Dezember 1965 in Nordenham) ist ein deutscher Journalist und Politologe. Seit 2001 ist er Geschäftsführer des gemeinnützigen Verkehrsbündnisses Allianz pro Schiene.

## Leben und Wirken
Nach dem Abitur 1985 in Varel (Landkreis Friesland) studierte Flege Politikwissenschaft und Öffentliches Recht in Marburg und Hamburg und erlangte zwei Universitätsabschlüsse (Dipl.-Pol. und MBM). Seine Diplomarbeit schreibt er über den ökologischen Verkehrsclub Deutschland. Anschließend volontierte er bei der Nordwest-Zeitung in Oldenburg. Als Wissenschaftlicher Mitarbeiter des SPD-Bundestagsabgeordneten Dietmar Matterne fand er den Einstieg in die Verkehrspolitik. Für vier Jahre von 1994 bis 1998 war Flege Geschäftsführer des Umweltverbandes NABU in Baden-Württemberg. Von 1998 bis 1999 arbeitete er als Manager für Neue Geschäftsfelder in der Konzernzentrale der Deutsche Post AG in Bonn. Von 1999 bis 2001 führte Flege als Bundesgeschäftsführer in Bonn den ökologischen Verkehrsclub Deutschland. 2001 übernahm er als Geschäftsführer die Leitung des damals jungen Verkehrsbündnisses Allianz pro Schiene. Flege ist verheiratet und Vater von vier Kindern.

## Politische Arbeit
Mit seinem Verband setzt sich Flege für eine Marktanteilssteigerung der umwelt- und klimafreundlichen Schiene ein. In zwei Jahrzehnten als Schienenlobbyist kritisierte Flege die jeweiligen Bundesregierungen immer wieder scharf für ihren Fokus auf Auto und Straße. Durch das gestiegene Klimabewusstsein spürt der Schienenlobbyist nach eigenen Angaben verstärkt Rückenwind. Für die Allianz pro Schiene ist er in verschiedenen Regierungskommissionen vertreten, so im Lenkungskreis des Zukunftsbündnisses Schiene. Als Co-Vorsitzender leitete er zudem die Arbeitsgruppe VI im Zukunftsbündnis Schiene, die im Auftrag der Bundesregierung Lösungen für das Problem Fachkräftemangel präsentiert hat. Er war Mitglied der Arbeitsgruppe 1 – Klimaschutz im Verkehr der Nationalen Plattform Zukunft der Mobilität.
Dirk Flege war in der Amtsperiode 2021 bis 2023 Mitglied im Netzbeirat des Eisenbahnbundesamtes. Dieser hat die DB Netz AG in Fragen des Ausbaus, der Entwicklung, des Erhalts sowie der Bereitstellung und der Art des Netzes beraten. Auch im 2024 ins Leben gerufenen Sektorbeirat ist Dirk Flege als Mitglied vertreten. Dieses im Zuge der Umstrukturierung der Infrastruktursparte der Deutschen Bahn AG ins Leben gerufene Gremium ersetzt den bisherigen Netzbeirat und den Stationsbeirat.

## Moderation
Dirk Flege ist Moderator des Interview-Podcast Verkehrswende konkret - Mobilität 2.0. Im Rahmen dessen spricht er mit Personen des öffentlichen Lebens über Mobilität, die Verkehrswende und persönliche Themen.